# 왕야판
왕야판(중국어: 王雅繁, 병음: Wáng Yǎfán, 1994년 4월 30일 ~ )은 중국의 여자 프로 테니스 선수이다.

## 생애 및 경력
왕야판은 2014년 선전 오픈에서 복식으로 참가하며 WTA 투어에 처음 데뷔하였다.
2014년 9월에 열린 광저우 오픈에서 당시 세계 랭킹 20위이던 탑시드 서맨사 스토서를 1라운드에서 격파하여 이름을 알리기 시작했다.
2018년 3월에 열린 마이애미 오픈 16강전에서는 전 세계랭킹 1위인 독일의 안젤리크 케르버를 맞아 초반 두 세트를 타이브레이크까지 가는 접전 끝에 6-7(1), 7-6(5), 6-3으로 석패하며 깊은 인상을 남겼다.